# Anaïs Mitchell
Anaïs Mitchell, född 28 mars 1981 i Montpelier, Vermont, är en amerikansk musiker, singer-songwriter och musikalförfattare.
Hon är uppväxt på Treleven farm i Addison County i Vermont. Namnet Anaïs är efter författaren Anaïs Nin. Mitchell fick tidigt ett intresse för grekisk mytologi när hon läste makarna D'Aulaires illustrerade Book of Greek Myths.
Hon avlade en bachelorexamen i politiska studier vid Middlebury College i Vermont. Mitchell vann en Tony Award för bästa text och musik på den 73:e Tonygalan 2019 för sitt arbete med Hadestown. Hon utnämndes till en av Folk Alliance Internationals fem mottagare ac Spirit of folk award 2018 och till en av TIMEs 100 mest inflytelserika personer 2020.
Anaïs Mitchell studerade först fiol och sedan gitarr under skolåren och växte upp med musikaliska influenser från Bob Dylan, Leonard Cohen och Joni Mitchell vars skivor hennes föräldrar ofta spelade. Efter omvalet av George W. Bush såddes ett frö till det kreativa arbete som ett par år senare skulle resultera i den första uppsättningen av musikalen eller "folkoperan" som den första versionen av Hadestown kallades, i Vermont 2006.
Tillsammans med regissören Rachel Chavkin omarbetades musikalen och sattes upp i ny mer omfattande musikalversion i New York 2016 och slutligen på Broadway 2019 vars uppsättning belönades med 8 Tony Awards. Mitchell har släppt 10 album inklusive tre versioner med olika uppsättningar av musiken från Hadestown (2010, 2017, 2019). Den senaste utgåvan av albumet vann en Grammy 2019 för bästa album baserat på en musikal.
Tillsammans med maken Noah Hahn har hon 2 barn. 

## Diskografi[10]
Mitchell skivdebuterade med albumet Hymns for the exiled (2004), hennes första samarbete med producenten Michael Chorney. Inspirationen kom från George W. Bushs första presidentperiod som Mitchell kallat "skräckinjagande". Tre år senare släppte hon, inspirerad av en hjärtekrossande händelse, sitt nästa album album i samarbete med samma producent, med titeln The brightness (2007). Året efter kom Country EP (2008), ett samarbete med singer-songwritern Rachel Ries.
Första albumet med musiken från Hadestown släpptes 2010 och är det enda albumet som är baserat på den ursprungliga folkoperaversionen. Mitchell som hade skrivit text och musik sjöng inte själv utan tog återigen hjälp av Michael Chorney för produktionen, med gästartister som Ani DiFranco och Justin Vernon. Albumets design skapad av Brian Grunert nominerades till en Grammy. Därefter kom Mitchells första fristående skivsläpp Young man in America (2012) på det egna skivbolaget Wilderland Records. Inspirationen kom från "den amerikanska mansrollen, brittiska ballader och [hennes] far". Child Ballads (2013) var ett samarbete med Jefferson Hamer som gick ut på att återuppväcka gamla engelska och skotska ballader från Francis James samling. Därefter var det dags för ett soloalbum igen. På Xoa (2014) hörs hon för första gången själv sjunga några av låtarna från Hadestown. Albumet innehåller också nyinspelningar av gammalt material bland annat låten Young man in america liksom några nya låtar.
Andra releasen av Hadestown (2017) var det första av två album baserade på den omarbetade och utökade musikalversionen. Här hör vi rösterna från 2016 års uppsättning som spelades på New York theatre workshop, i rollerna bland andra Nabiyah Be som Eurydike, Damon Daunno som Orfeus och Patrick Page som Hades. Broadway-versionen av Hadestown (2019) var med dubbelt så många låtar som två år innan den första fullständiga releasen av musikalen. Återigen med Patrick Page som Hades, men med Reeve Carney som Orfeus och Eva Noblezada som Eurydike. Bonny light horseman (2020) var det första albumet från folk-trion med samma namn efter att hon inlett ett samarbete med Eric D Johnson och Josh Kaufman.